# Чуфут-Кале
Чуфу́т-Кале́ (укр. Чуфут-Кале, крымскотат. Çufut Qale, Чуфут Къале, چفود قعله‌) или Кырк-Ор (крымскотат. Qırq Or, Къыркъ Ор, قیرق اور) — средневековый город-крепость в Крыму. Родовая крепость крымской правительницы Джанике. 
Впервые крепость упоминается в 1254 году как Кырк-Ер (крымскотат. Qırq Yer, Къыркъ Ер, قیرق یر), что с крымскотатарского переводится как «сорок за́мков».

## Топоним

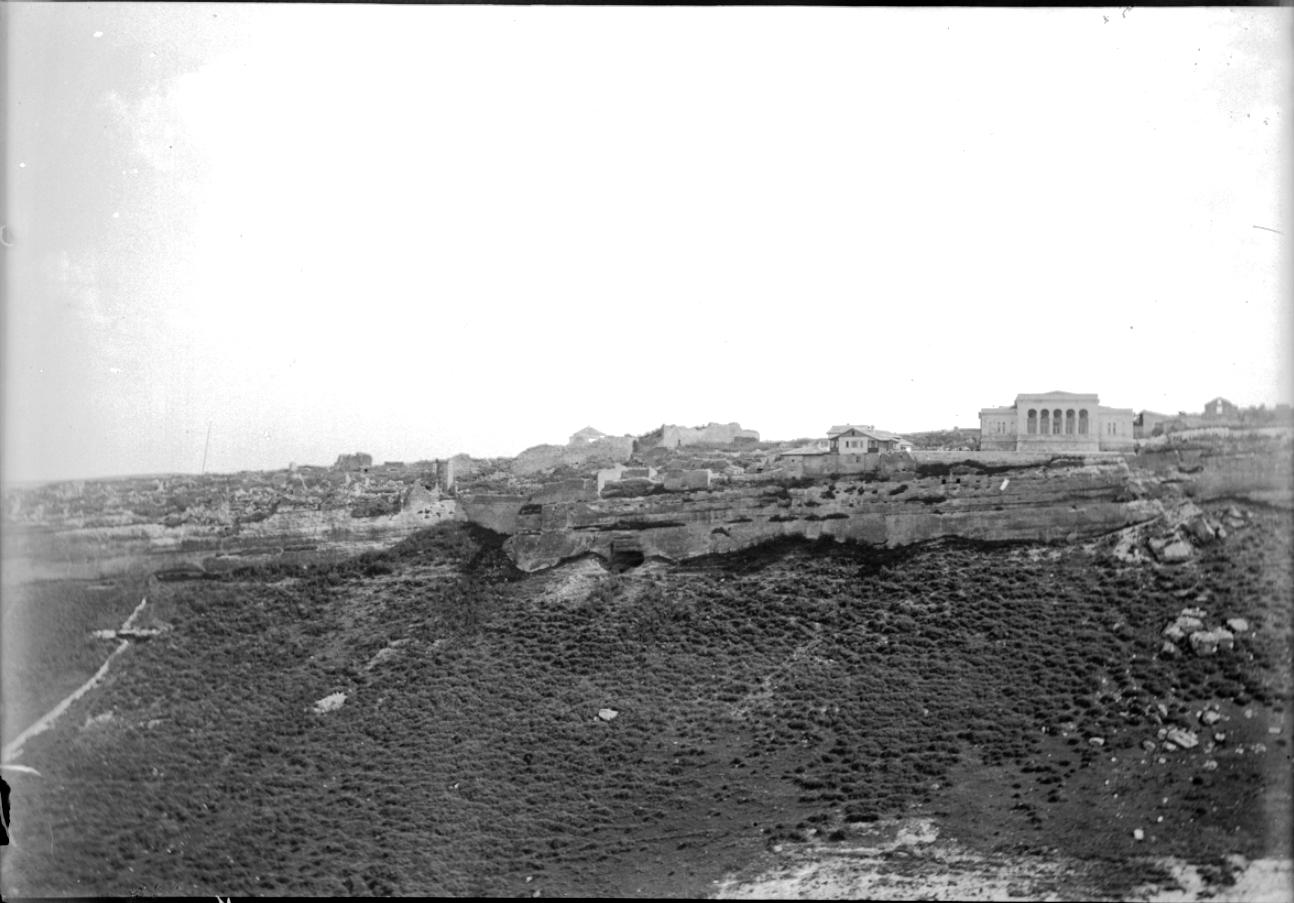
Чуфут-Кале, 1897 Фото Антон Юлиус Стуксберг

- Кырк-Ер, Кырк-Ор (крымскотат. Qırq Yer, Qırq Or) — крымскотатарское название, именно под таким названием крепость впервые упоминается в источниках, и исключительно оно употребляется в них до XVII века[5]; употреблялось также караимами[6][7];
- Кале, Калэ (крымскотат. Qale, Къале — крепость)[8][9][10] — использовалось в тарханных ярлыках крымских ханов и караимами, в том числе как указание места печати книг существовавшей тут с 1731 года типографии[7][11][12];
- Чуфут-Кале, Джуфут-Кале[13], Чифут-Калеси[14] — в переводе с крымскотатарского языка «еврейская крепость» (çufut[15] — еврей, qale — крепость)[16], это же название используется в советской научной литературе[17], а также в русскоязычных работах караимских авторов со второй половины XIX века до постсоветской эпохи[18][8][19]; известно с конца XVII века, после оставления крепости татарами[6];
- Гевхер-Кермен — в переводе с крымскотатарского — «крепость драгоценностей»; дано крымскотатарскими алимами из-за того, что все ворота, стены и калитки крепости были украшены драгоценными камнями[20];
- Сэла Юhудим (др.-евр. סלע יהודים‬ — «скала иудеев» [в караимском произношении]) — искусственное название, употреблялось исключительно в караимской литературе до второй половины XIX века[21][18][22]; введено А. С. Фирковичем[23];
- Села hа-Караим (др.-евр. סלע הקראים‬ — «скала караимов») — искусственное название, употреблялось некоторыми караимскими деятелями со второй половины XIX века[24];
- Чуфт-Кале, Джуфт-Кале (в переводе с тюркского «двойная (парная) крепость», чӱфт/джӱфт — пара, къале — крепость) — позднейшее из названий, впервые появляется в начале XX века[25][26][27], употребляется некоторыми[28] караимскими интеллектуалами постсоветской эпохи[29].

## География
Расположено на горном плато в 2,5 км к востоку от Бахчисарая. Наивысшая точка — 581 м.
Скалистые склоны достаточно круты, лишь с одной стороны к плоской вершине проложена пешеходная тропа.

## История

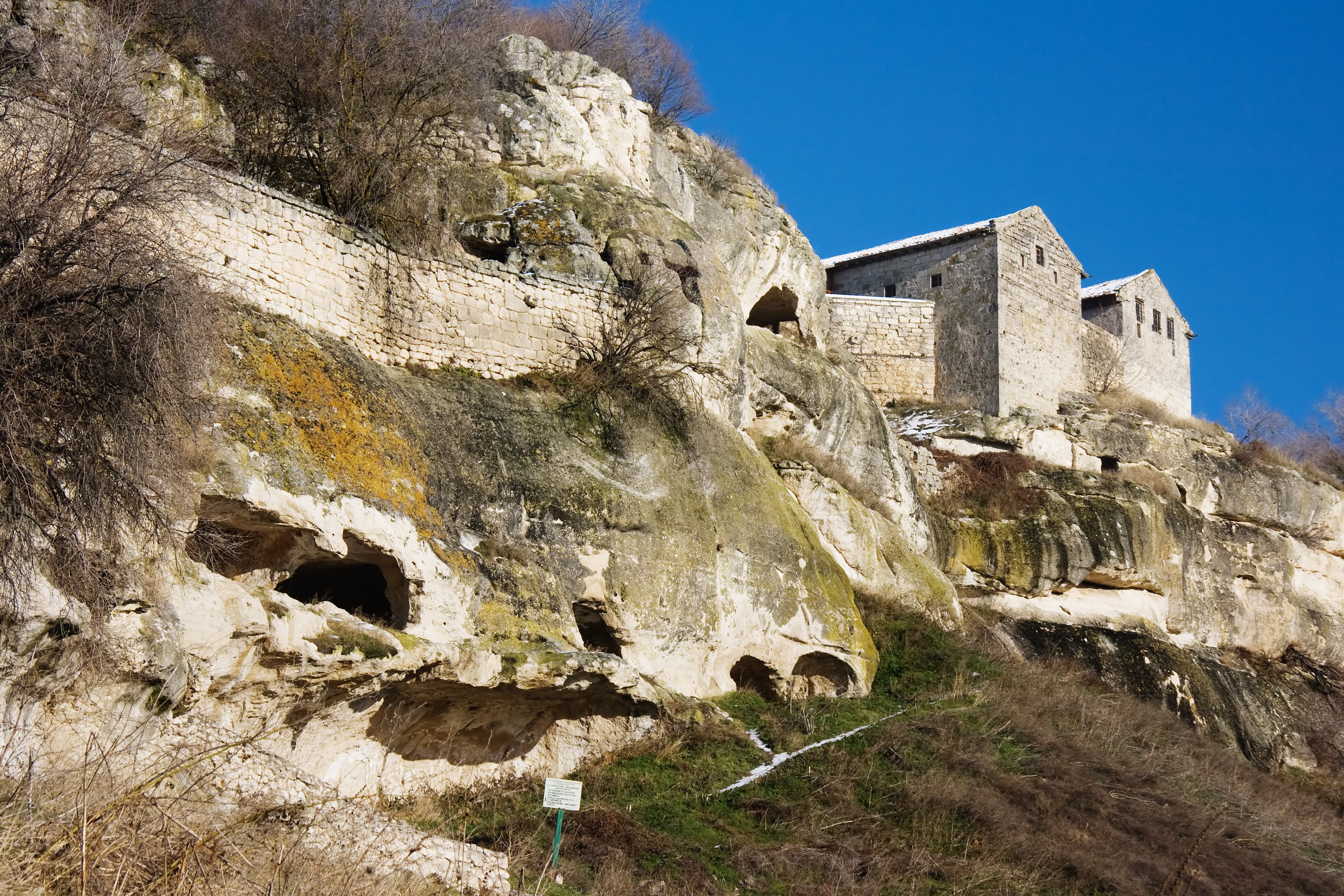
Чуфут Кале. Вид на караимские кенасы XVI—XVIII вв.

### Провинция Византии
На месте Кырк-Ора, предположительно, существовал византийский город, возникший примерно в V—VI веках как укреплённое поселение на границе византийских владений. Есть версия, что его укрепления строились византийскими инженерами в два этапа (между 530/550 и 560/580 гг.) для защиты стратегически важных дефиле Марьям-Дере и Ашлама-Дере, и усиления обороны дальних подступов к Херсонесу, однако прямых упоминаний города до 1253 года не существует.

### Кырк-Ор
Впервые город упоминается французским миссионером и путешественником Рубруком в 1253 году как Кырк-Ер (с тюркского языка — «сорок замков»), вплоть до XVII века в отношении города употреблялось исключительно название Кырк-Ор и другие, схожие с ним.
В 1298—1299 годах Кырк-Ор был ограблен эмиром Ногаем. В XIII—XIV веках город был центром небольшого княжества, находившегося в вассальной зависимости от правителей Крымского Юрта Золотой Орды. Начиная с XIV века в городе было разрешено селиться караимам, и с XVII века они, возможно, составляли уже большую часть населения города. Способствовали этому ограничения на их проживание в других городах Крымского ханства.

### Столица Крымского улуса

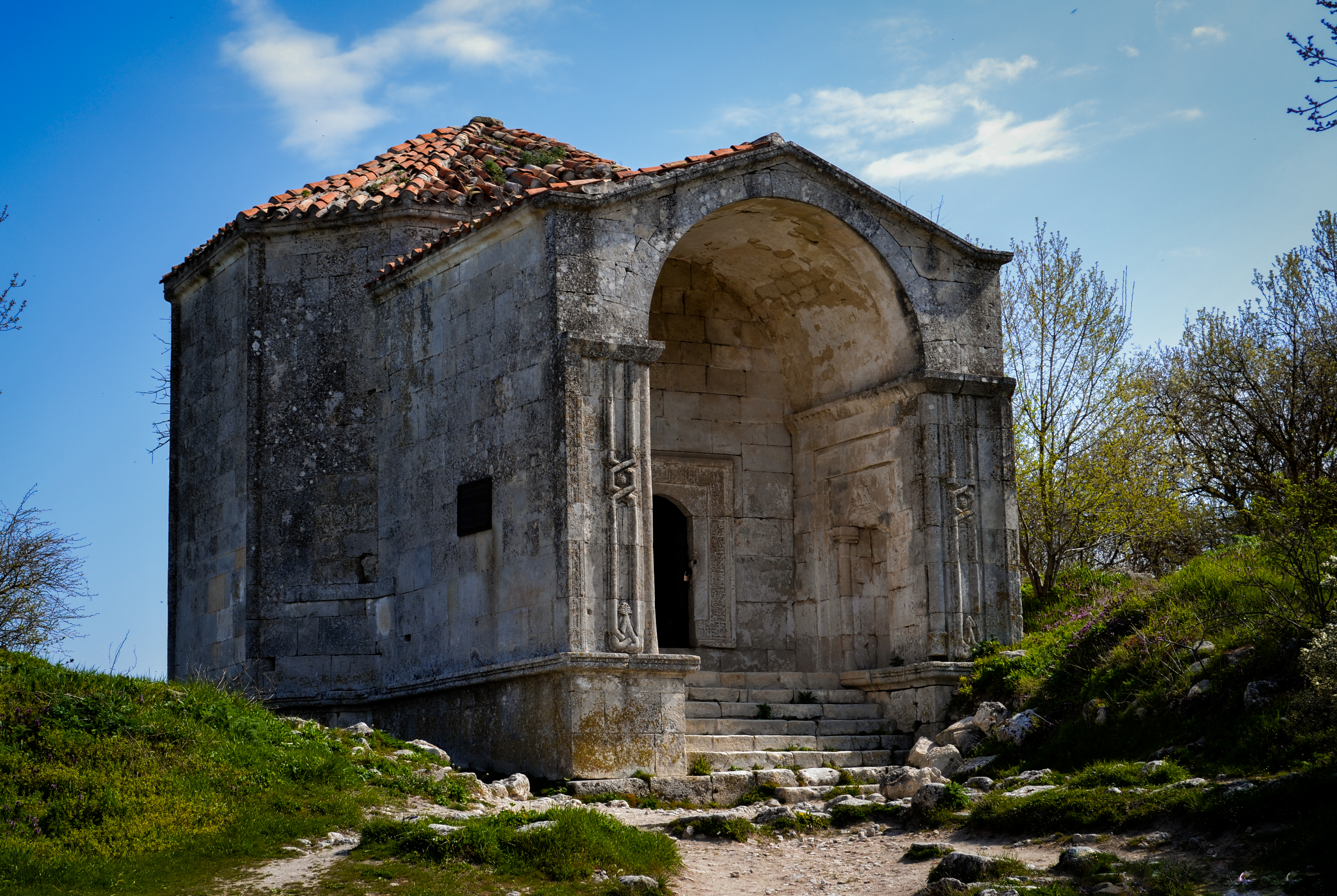
Дюрбе Джанике Ханум, воздвигнутое крымскими ханами в Кырк-Оре

Кырк-Ор с XIV века становится столицей Крымского улуса и самой мощной его крепостью. Кырк-Ором управляли предки Джанике, дочери Тохтамыша, в частности им управлял её дед — Хаджи-бек, здесь же родилась мать Джанике — Тогайбек, и она сама. В Кырк-Оре Джанике спрятала своего брата Кадыр-Берды от мужа — тюркского ордынского полководца Едигея, чем обеспечила его безопасность. Спустя одиннадцать лет, в 1420 году, четырнадцатилетний Кадыр-Берды, ставший ханом Золотой Орды, собрал войско в Крыму и выступил против Едигея. В ходе битвы Едигей погиб, а через несколько дней от полученных ранений скончался и сам Кадыр-Берды, и Джанике-ханым стала старшей из рода Тохтамыша, и могла претендовать на престол в Кырк-Оре, где она правила, скорее всего, в течение семнадцати лет, вплоть до своей смерти в 1437 году.
В условиях междоусобиц в Орде во время правления Джанике в Кырк-Оре появилась тенденция к обособлению Крыма в силу его географического положения, развития торговоэкономических отношений и приближённости к Византии и Западной Европе, при этом междоусобные столкновения в Золотой Орде иногда доходили и до Крымских гор.
Джанике во время своего правления в Кырк-Оре оказывала поддержку Хаджи Гераю в борьбе с потомками Тохтамыша Кичи-Мухаммедом и Сайид Ахмадом, которые так же, как и Хаджи Герай претендовали на полную власть в Крыму, и, вероятно, видела в нём своего наследника на крымском престоле. В источниках XVI—XVIII веков позиция, согласно которой обособление крымскотатарского государства возводилось к Тохтамышу, а Джанике была самой важной фигурой в этом процессе, полностью преобладала.
В 1437 году Джанике-ханым скончалась, что сильно ослабило положение Хаджи Герая в Крыму, который лишился поддержки и вынужденно эмигрировал в Литву.
После смерти Джанике крымские ханы воздвигли мавзолей (по-крымскотатарски — «дюрбе»), где похоронили её с титулом Великой Государыни. Мраморное надгробие в дюрбе украшено арабской надписью: «Это — гробница Великой Государыни Джанике-ханым, дочери Тохтамыш-хана, скончавшейся месяца рамазана 841 года».

### В составе Крымского ханства
Спустя четыре года, в 1441 году, Хаджи I Герай вернулся в Крым, основав независимое Крымское ханство, а Кырк-Ор стал его первой столицей. В это время Кырк-Ор стал одним из самых богатых городов Крыма, а стены крепости были украшены драгоценными камнями, в связи с чем крымские татары прозвали её Гевхер-Кермен (крым. Gevher Kermen), то есть «крепость драгоценностей». Менгли I Герай основал новый город на месте нынешнего бахчисарайского предместья Салачик, и ханская столица была перенесена туда. В крепости остались жить лишь караимы и небольшое количество крымчаков. В XVII веке топоним «Кырк-Ер» сменяется на «Чуфут-Кале» (в переводе «иудейская/еврейская крепость»; известно, что в XIX веке, и в наше время слово «чуфут» имеет негативный смысловой оттенок).
Вскоре крепость стала местом содержания высокопоставленных военнопленных. Историк КФУ А. Г. Герцен в труде «Пещерные города» Крыма (1989, 2005, 2007) предложил следующее положение тюрьмы. Он указывает на пещерный комплекс, расположившийся в квартале Нового города, который находится всего в 50 метрах от Средней крепостной линии, у пропасти.
Около 1574 года в ходе дозора на крымской границе был взят в плен опричник Василий Григорьевич Грязной. В плену вёл переписку с Иваном Грозным. Крымские татары желали выменять Грязного на крымского полководца Дивея-мурзу, либо получить выкуп в размере 100 000 рублей. Несмотря на слёзные просьбы Грязного об освобождении, высказанные им царю в письмах, тот был выкуплен только в 1577 году за 2000 рублей.
Николай Потоцкий в 1650 году отправился в Крымское ханство в качестве заложника за своего отца Николая Потоцкого, который был освобождён из плена после битвы под Корсунем. В 1651 году Н. Потоцкий вернулся из крымского плена в Польшу.
21 февраля 1661 года попавший в плен после битвы под Чудновым боярин воевода Василий Борисович Шереметев был заключён в крепость Чуфут-Кале. В плену В. Б. Шереметев провёл двадцать один год, за это время сменилось четыре правления: Мехмед IV Герай, Адиль Герай, Селим I Герай и Мурад Герай. В 1668 году князь Андрей Григорьевич Ромодановский, находясь под командованием отца Г. Г. Ромодановского, участвовал в военных действиях русских против правобережного гетмана Петра Дорошенко и был взят в плен татарами. Помещён в Чуфут-Кале. Здесь Ромодановский содержался с боярином В. Б. Шереметевым, который относился к нему с большим сочувствием. Только в 1681 году, после заключения Бахчисарайского мирного договора между Россией и Крымским ханством, Шереметев и Ромодановский были выкуплены, причём через год потерявший здоровье Шереметьев умер.
В крепости располагался и государственный монетный двор. В период расцвета (в XVIII веке) Кырк-Ор насчитывал более 500 усадеб.

### В составе Российской империи, угасание города

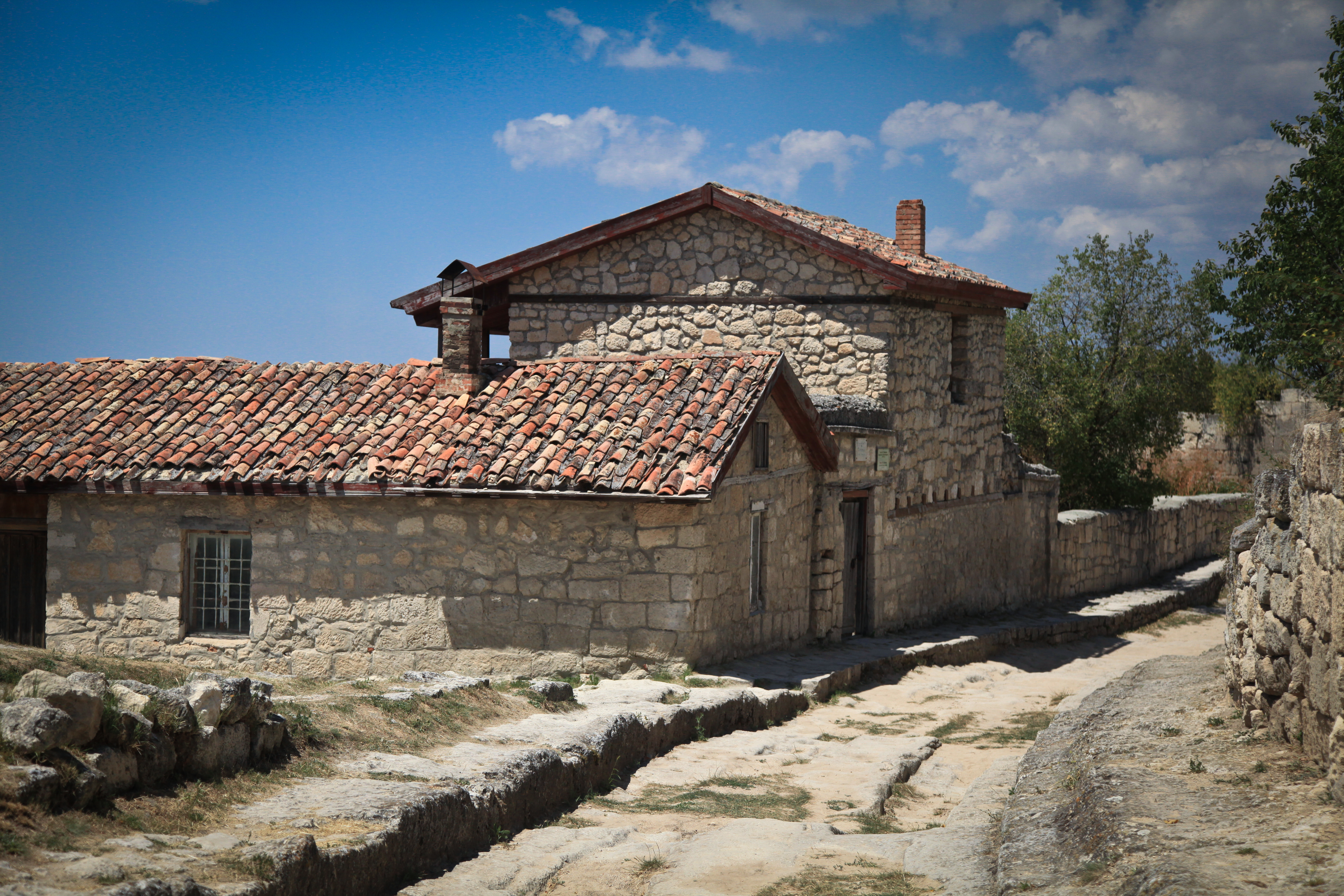
Усадьба Авраама Фирковича — караимского писателя и археолога. XVIII в.

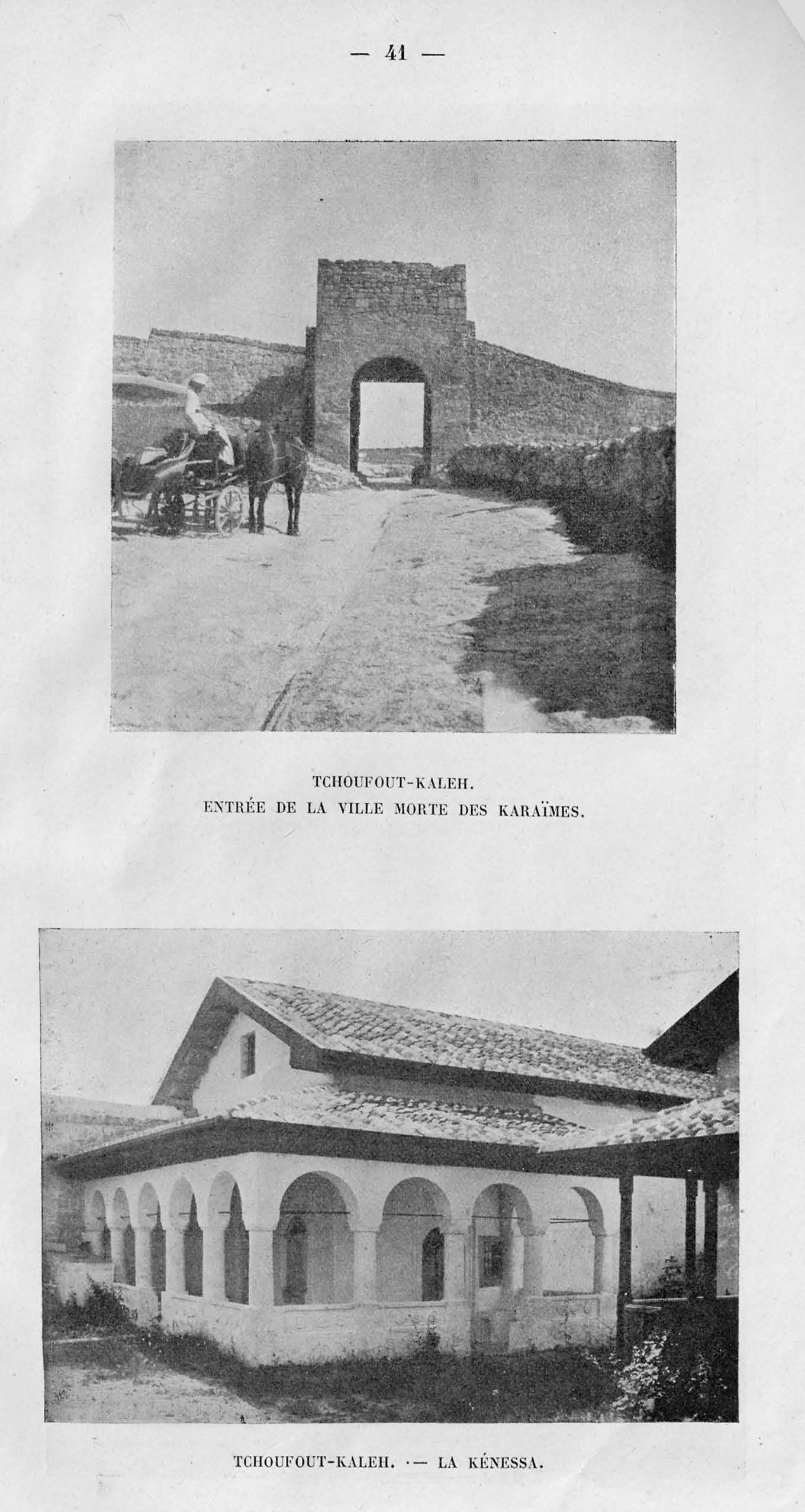
Чуфут-кале на фотографиях Жозефа де Бая, 1906 г.

После присоединения Крыма к Российской империи в 1783 году ограничения на проживание караимов и крымчаков были отменены, и они стали покидать крепость и переселяться в другие крымские города и деревни, в которых крымские иудеи жили и во времена Крымского Ханства. К середине XIX века город почти полностью опустел, к концу XIX здесь оставалась лишь семья смотрителя. До начала XXI века дошли лишь две усадьбы: Авраама Фирковича (1787—1874), жившего в крепости до конца своих дней, и Чал-Борю, где жил газзан и вероучитель Соломон Бейм (1819—1867).
Существуют легенды, что во время своего крымского путешествия в 1787 году караимскую «колыбель» посетила Екатерина II и даже переночевала там. Однако, по мнению крымского историка Дмитрия Прохорова, проанализировавшего дневник французского историка и дипломата, посла Франции при дворе российской императрицы Луи-Филиппа Сегюра, сопровождавшего Екатерину II, а также записки её статс-секретаря А. В. Храповицкого, сообщения ряда авторов о посещении императрицей Чуфут-Кале являются не более, чем легендами. Подтверждением этому служит и отсутствие имени Екатерины II в списке августейших особ, побывавших на Чуфут-Кале, опубликованном в работах караимских авторов С. А. Бейма и С. М. Шапшала.
С тех пор здесь бывали практически все российские самодержцы (исключая Павла I). Чуфут-Кале также посещали известные писатели и поэты: А. С. Грибоедов, Адам Мицкевич, В. А. Жуковский, Леся Украинка, М. М. Коцюбинский, А. М. Горький, А. К. Толстой, В. А. Луговской, Джеймс Олдридж, А. Г. Битов, художники И. Н. Крамской, И. Е. Репин, А. Н. Серов и его сын В. А. Серов, А. В. Куприн. В романе «Ада» Владимира Набокова есть упоминание этого места, только в транслитерации «Чу-фут-Кале».
В 1851 году повелением императора Николая I местечку Чуфут-Кале была дарована двадцатипятилетняя льгота от городских и земских повинностей, «с предоставлением таковой льготы со времени прочного водворения и тем, кои пожелают переселиться в Чуфут-Кале».
С октября 2015 года крепость и пещерный город Чуфут-Кале являются объектом культурного наследия федерального значения РФ.

## Археология

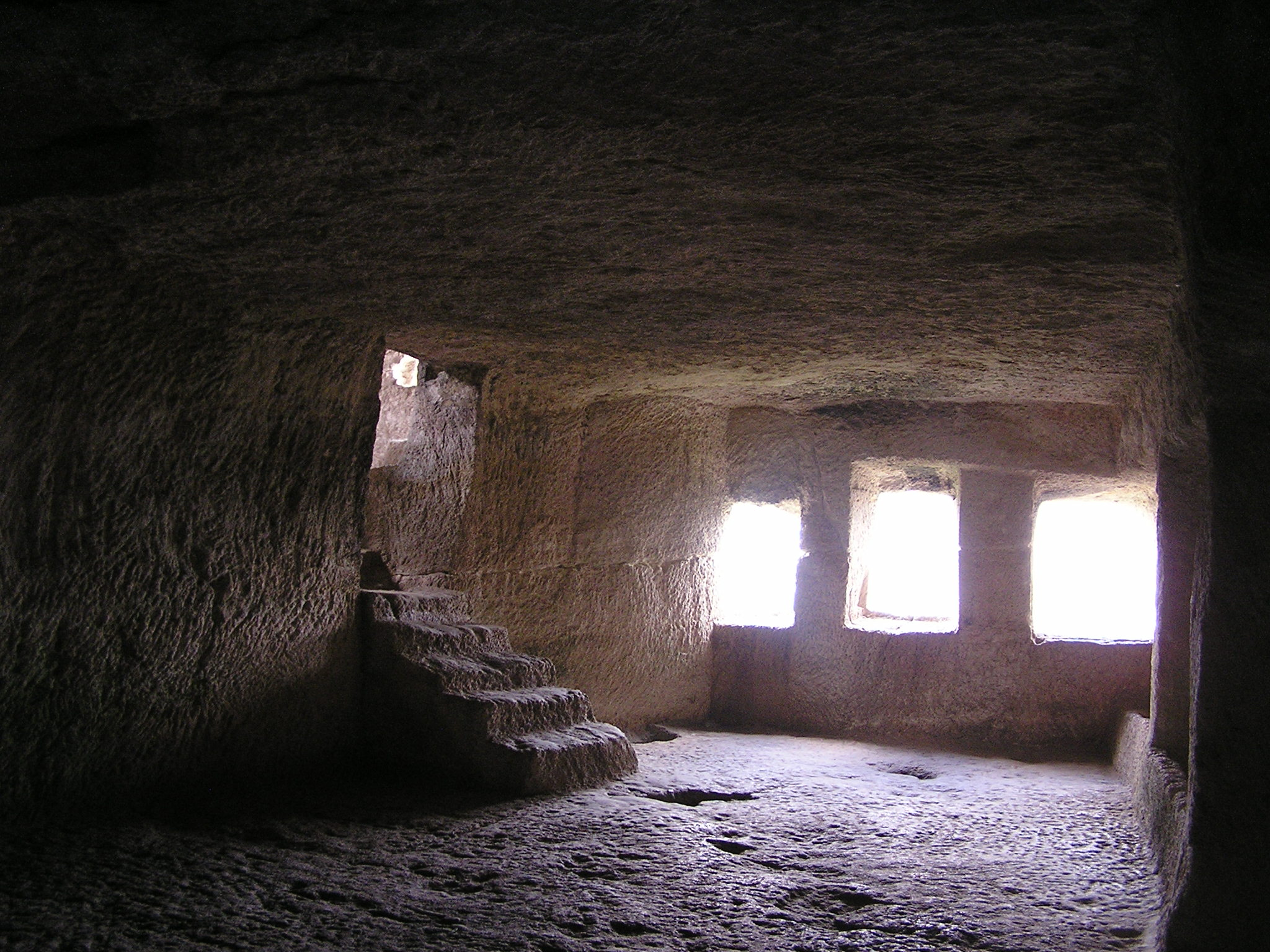
Жилое помещение, вырубленное в скале

В настоящее время большая часть Чуфут-Кале находится в руинах.
В западной, самой древней его части сохранились многочисленные вырубленные в пещерах хозяйственные помещения (например, амбары для хранения колбас, сараи), руины мечети и мавзолей дочери золотоордынского хана Тохтамыша Джаныке-ханым 1437 года постройки. Также хорошо сохранились две кенассы (караимских молитвенных дома) и одна жилая усадьба, состоящая из двух домов. Кенассы реставрируются караимской общиной, а в жилой усадьбе расположена экспозиция, рассказывающая о культуре караимов.
В восточной части города находилось множество жилых домов, а также несохранившийся до наших дней монетный двор, где чеканились крымские монеты.

### Открытие гидротехнического сооружения (осадного колодца)
Сооружение было открыто в 1998 году и первоначально исследовано сотрудниками Центра спелеотуризма «Оникс-Тур». С 2002 года раскопки велись совместно Крымским филиалом Института археологии НАН Украины (ныне — Институт археологии Крыма РАН) и центром спелеотуризма «Оникс-Тур» под руководством археолога В. В. Майко. Раскопки открыли уникальное по сложности и размерам сооружение состоящее из наклонной шахты глубиной 120 метров и винтовой лестницы 30 м.

### Крупнейший монетный клад
В ходе раскопок осадного колодца был обнаружен крупнейший монетный клад из найденных на территории Украины. Он представлен 4287 монетами (29 золотых, 1 медная, основная часть — серебряные различных проб). Золотые — венецианские дукаты, золотой динар египетских султанов (первая треть XV века). Серебряные — джучидские дирхемы, монеты генуэзско-крымской чеканки города Кафы, города Кырыма и Кырк-Ора. Серебряные монеты были отчеканены в период с XIV по XVI век. В кладе был также найден молдавский грош, предположительно отчеканенный при Александре Добром в 1415—1430 годах, две византийские монеты, деньги Рязанского княжества. Единственная медная монета отчеканена в Нижнем Поволжье. Монеты находились в керамическом кувшине. Общая масса клада составила более 5 кг.

## План города-крепости
Цифрами обозначены:
1. Малые (южные) ворота
2. Малая кенасса XVII века
3. Большая кенасса XIV века
4. Место бывшей караимской школы
5. Место старого базара
6. Руины мечети 1346 г.
7. Водосборный колодец
8. Банная пещера (Хамам Коба)
9. Мастичная пещера (Сакыз-Коба)
10. Мавзолей Джанике-Ханым 1437 г.
11. Большой и малый крепостные рвы
12. Хозяйственная пещера («темница»)
13. Место ханского монетного двора
14. Средняя оборонительная стена
15. Сквозной колодец (Копка-Кую)
16. Усадьба А. С. Фирковича XVIII в.
17. Руины дома караимских обществ 1896 г.
18. Усадьба Чал-Борю XVIII в.
19. Туалет
20. Место дома С. Бейма XVIII в.
21. Пещеры
22. Восточная оборонительная стена XIV—XVI вв.
23. Водосборный бассейн
24. Ворота восточной оборонительной стены
25. Ворота средней оборонительной стены
26. Пустырь (м. «бурунчак»)
27. Руины «дворца»
28. Крепостной ров перед восточной оборонительной стеной

## В поэзии
Адам Мицкевич посвятил этой местности стихотворение «Дорога над пропастью в Чуфут-Кале» из цикла «Крымские сонеты», написанного по впечатлениям от путешествия автора в сентябре—октябре 1825 года. В нём есть такие строки:

Молись! Поводья кинь! Смотри на лес, на тучи,

Но не в провал! Здесь конь разумней седока.

Он глазом крутизну измерил для прыжка,

И стал, и пробует копытом склон сыпучий.
Оригинальный текст (пол.)Droga nad przepaścią w Czufut-Kale
Zmów pacierz, opuść wodze, odwróć na bok lica,

Tu jeździec końskim nogom swój rozum powierza;

Dzielny koń! patrz, jak staje, głąb okiem rozmierza,

Uklęka, brzeg wiszaru kopytem pochwyca…

## Фотогалерея

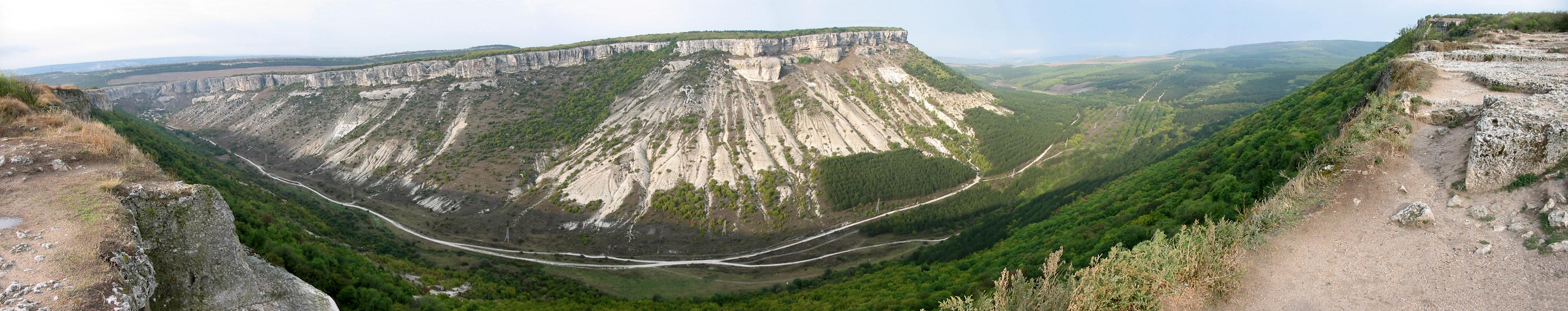
С высоты плато Чуфут-Кале открывается величественная панорама на долины и соседнюю гору схожего строения

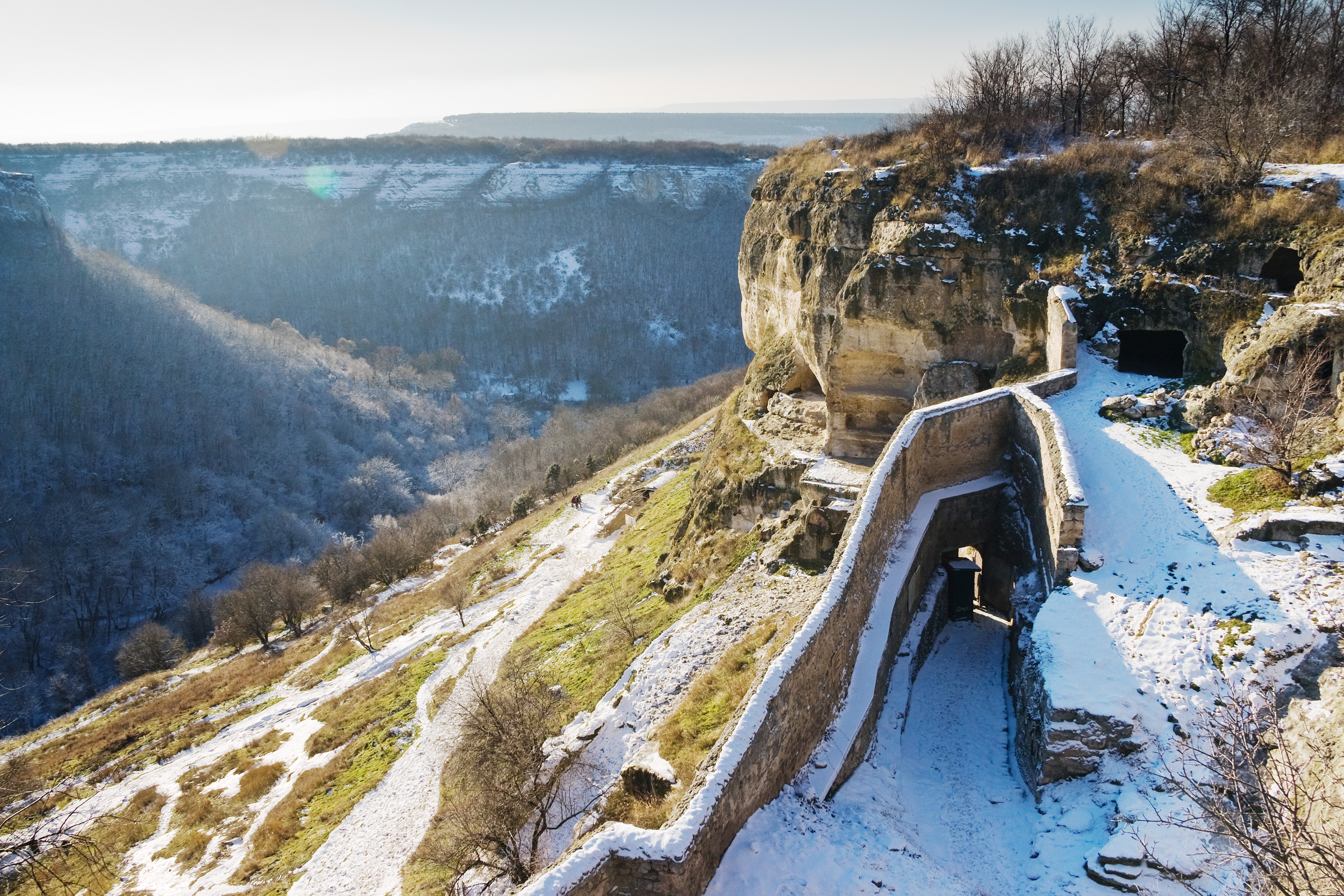
Вид с Чуфут-Кале в сторону Свято-Успенского пещерного монастыря
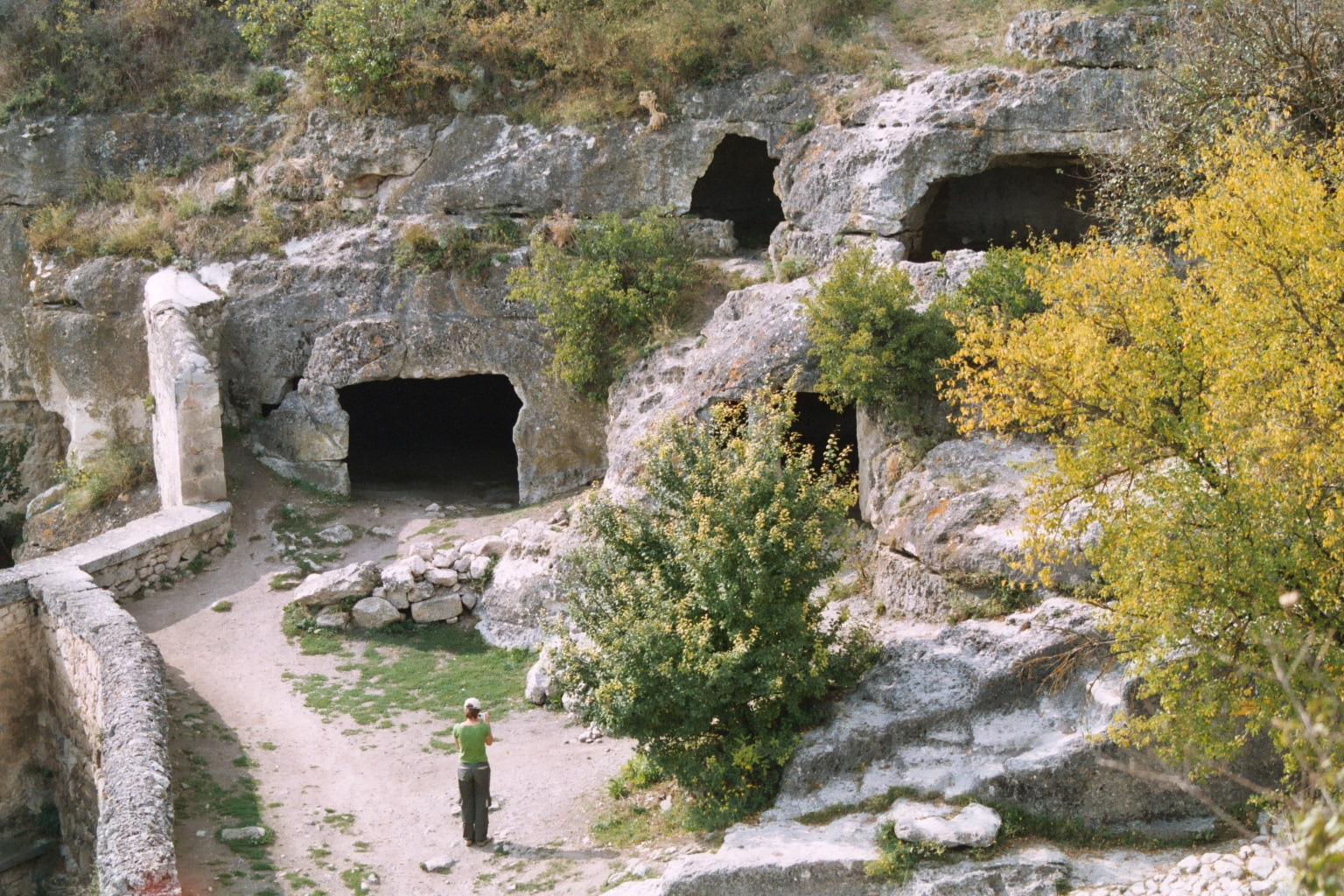
Пещеры в Чуфут-Кале
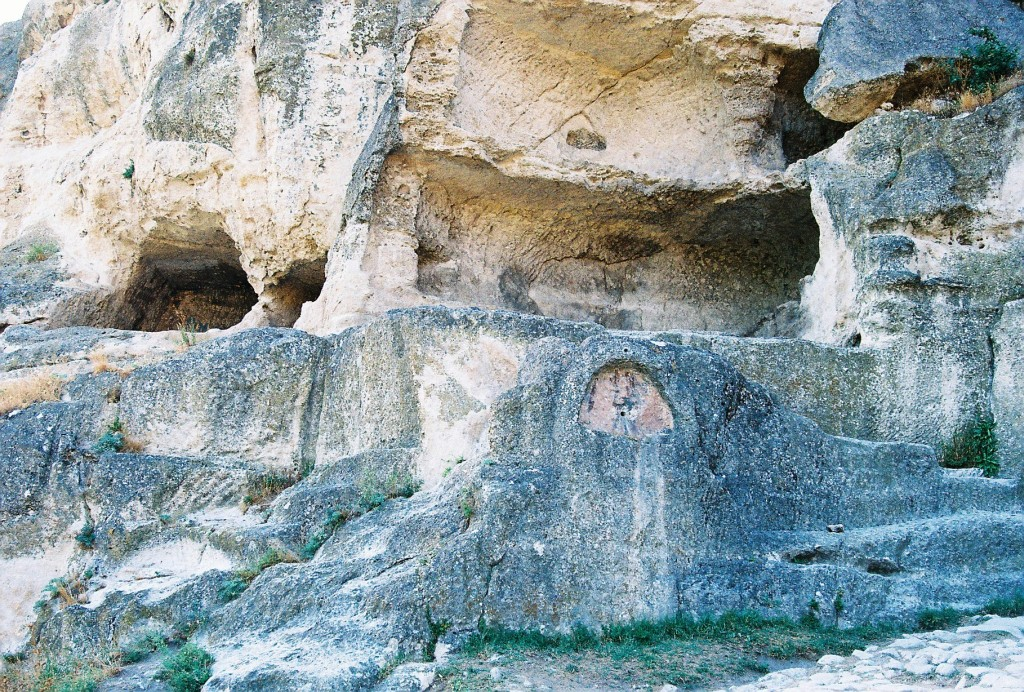
Пещеры в Чуфут-Кале
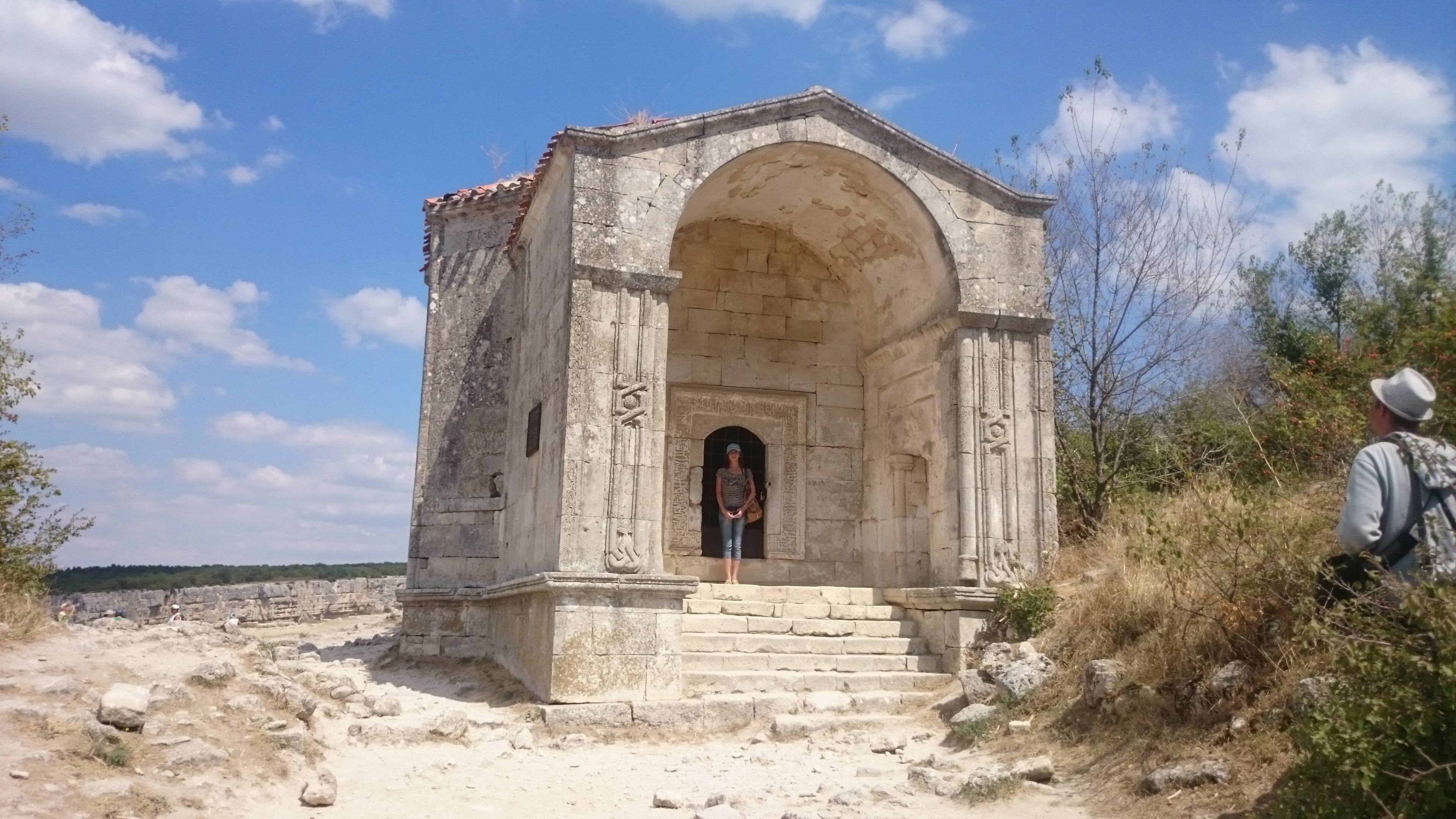
Мавзолей Дюрбе Джанике-ханым, дочери Тохтамыша
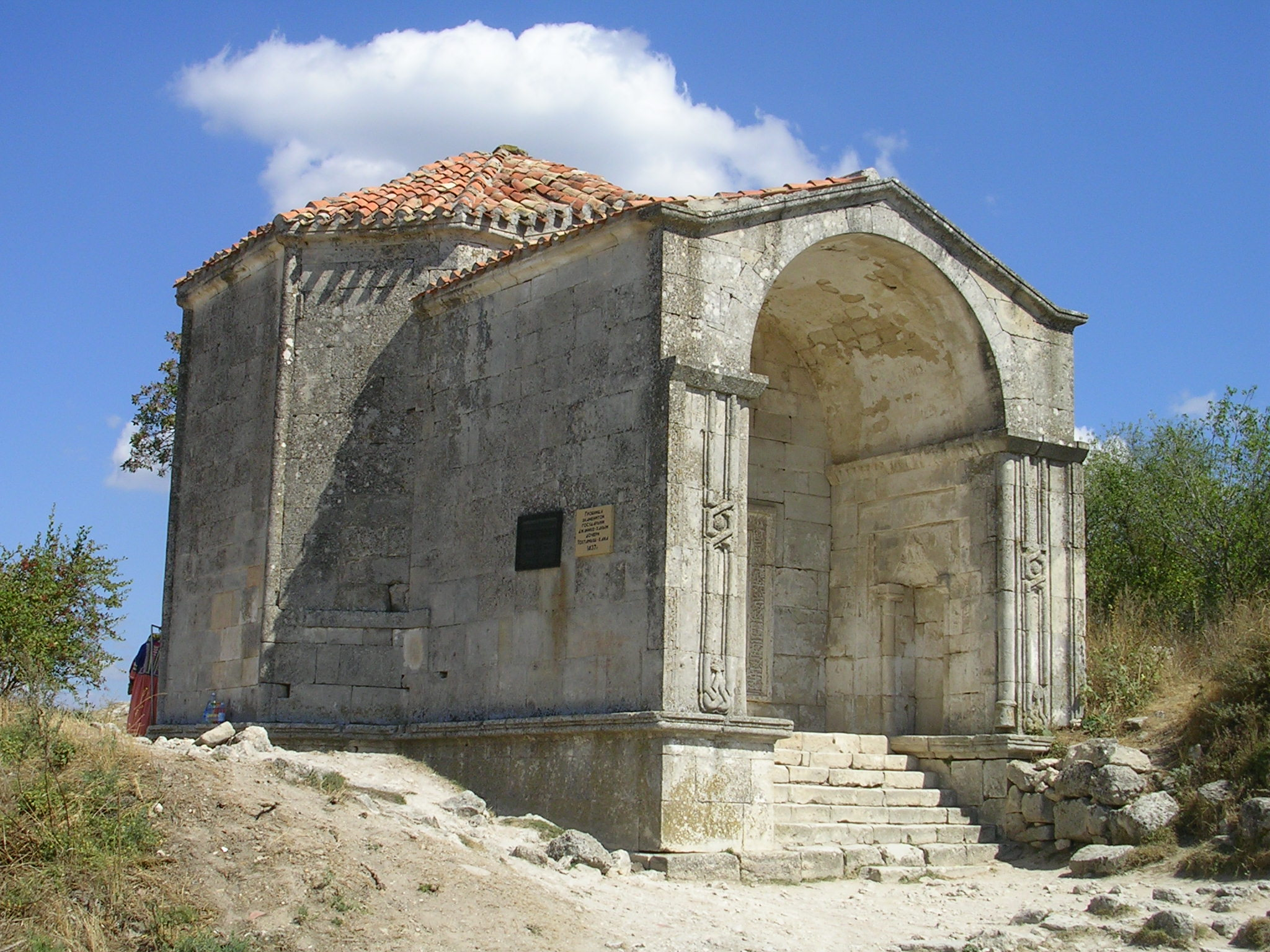
Мавзолей Джаныке-ханум, дочери Тохтамыша
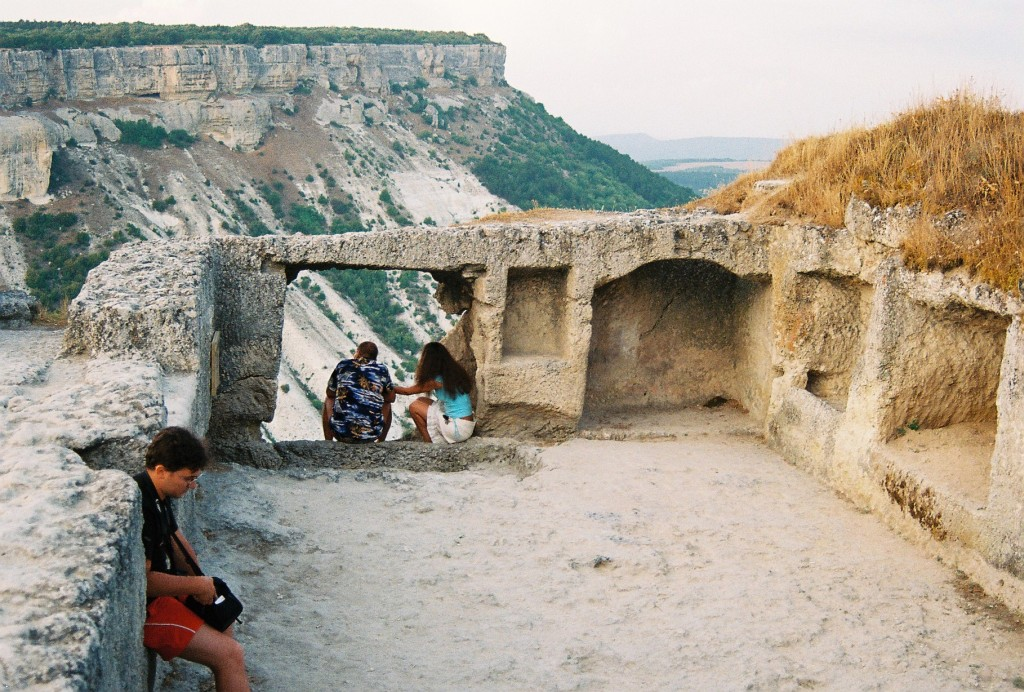
Чуфут-Кале (фото 2007 г.)
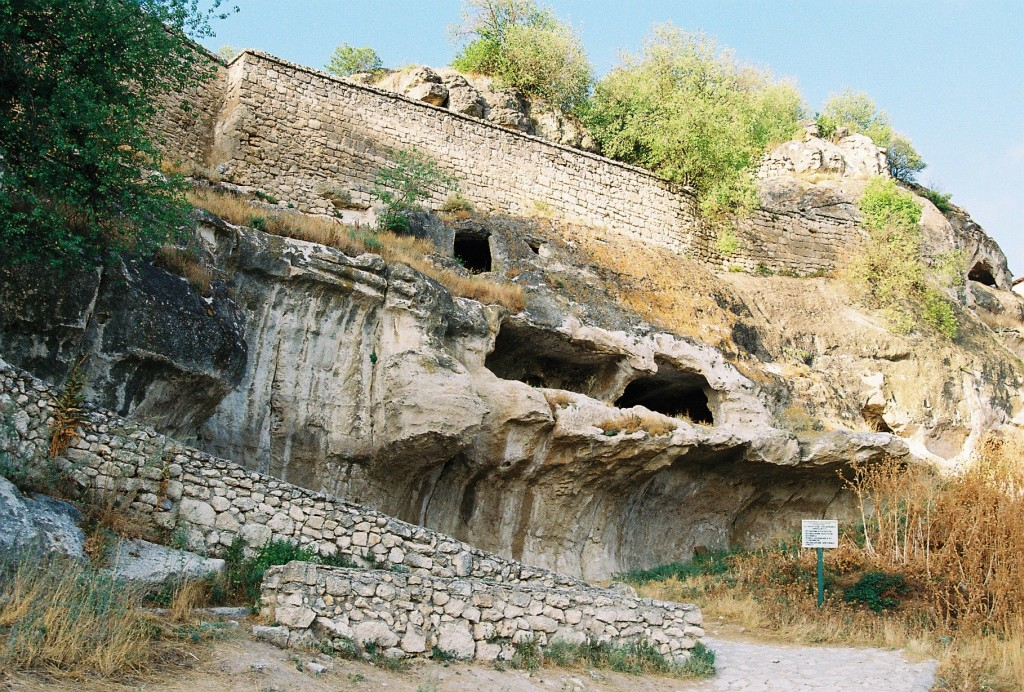
Чуфут-Кале (фото 2007 г.)
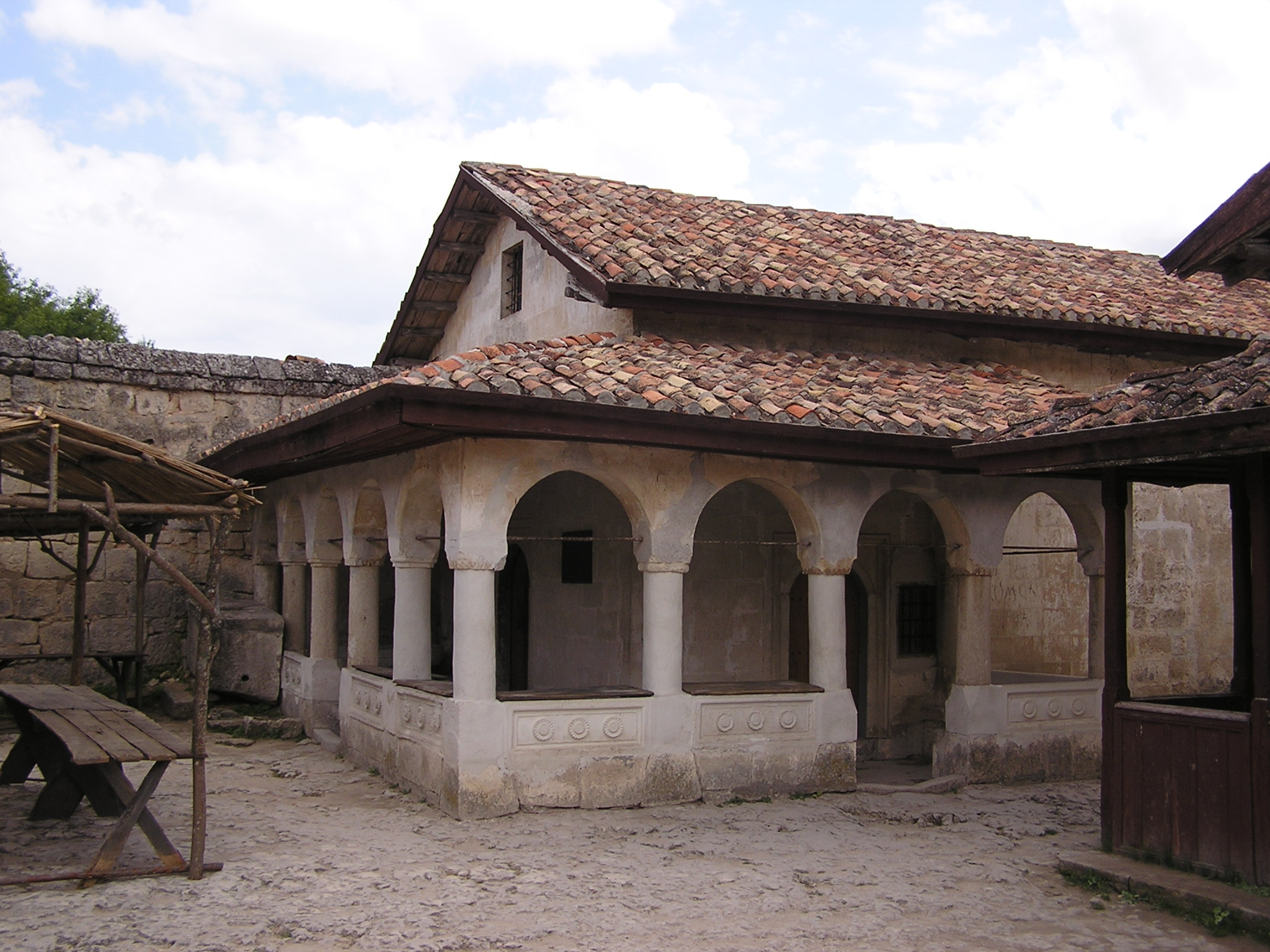
Караимская кенасса XIV в.
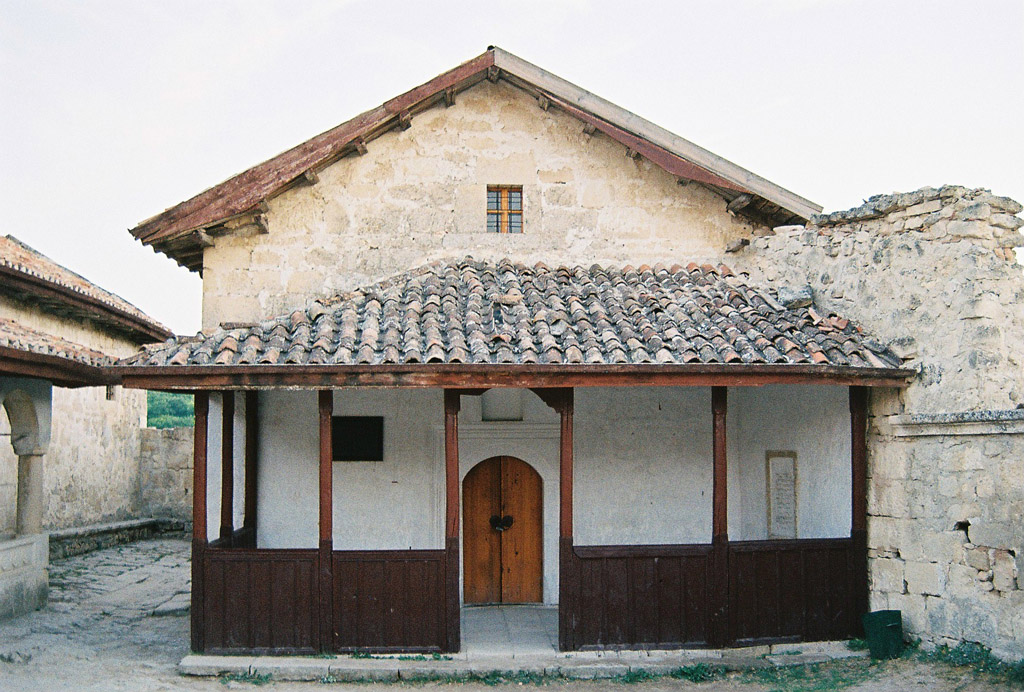
Караимская кенасса XVIII в.
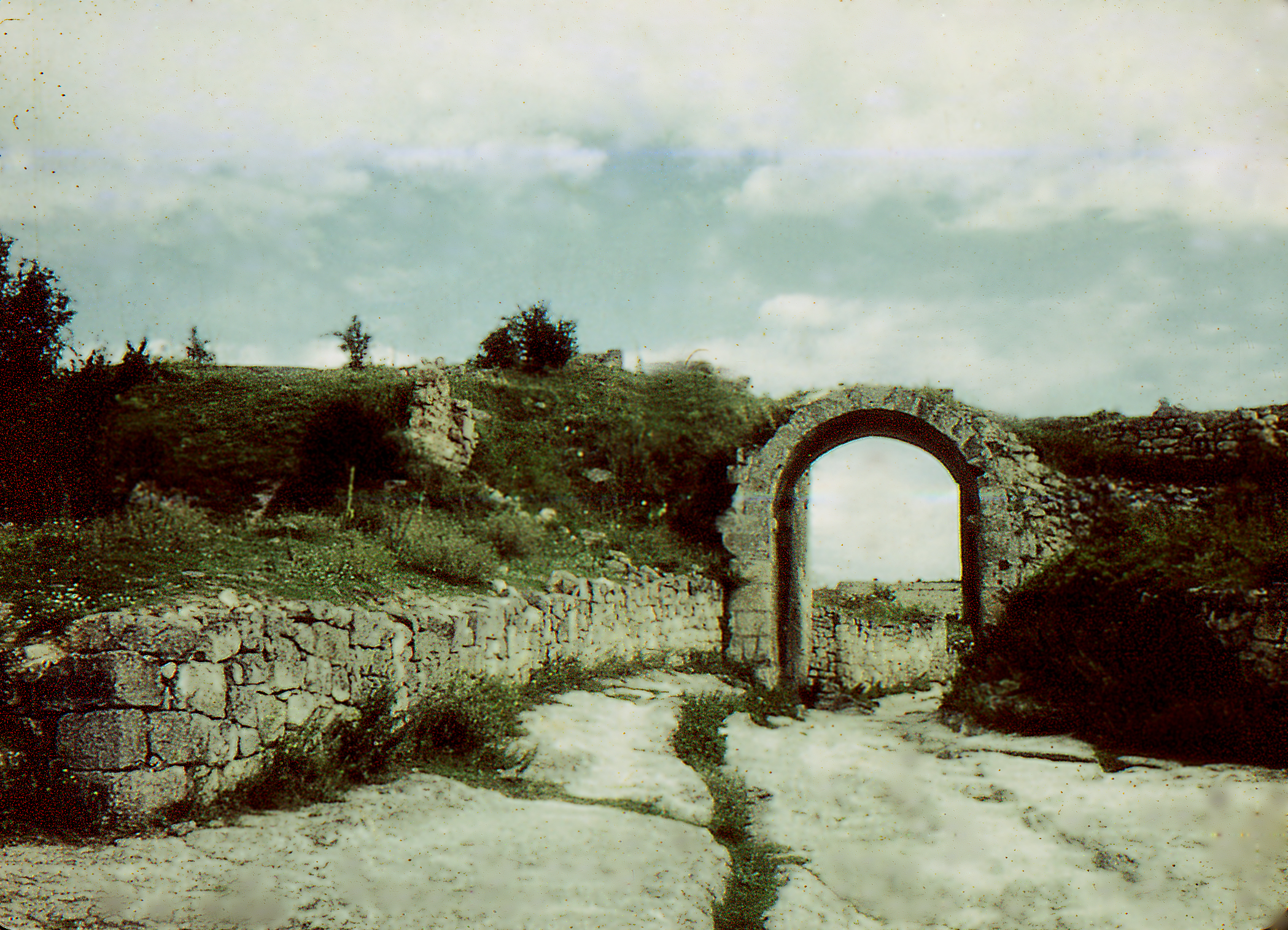
Ворота Орта-Капу (фото 1968 г.)
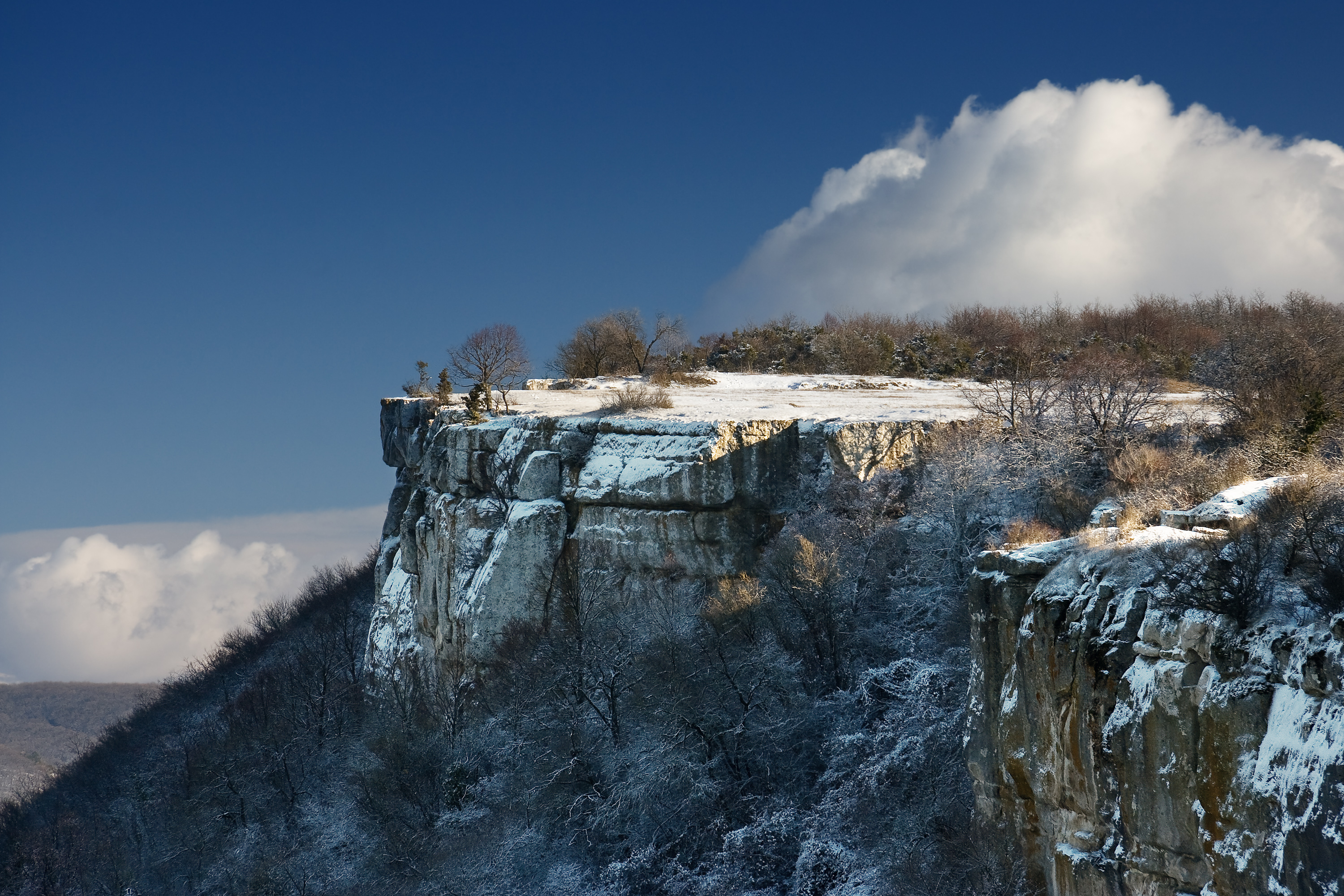
Вид с Чуфут-Кале
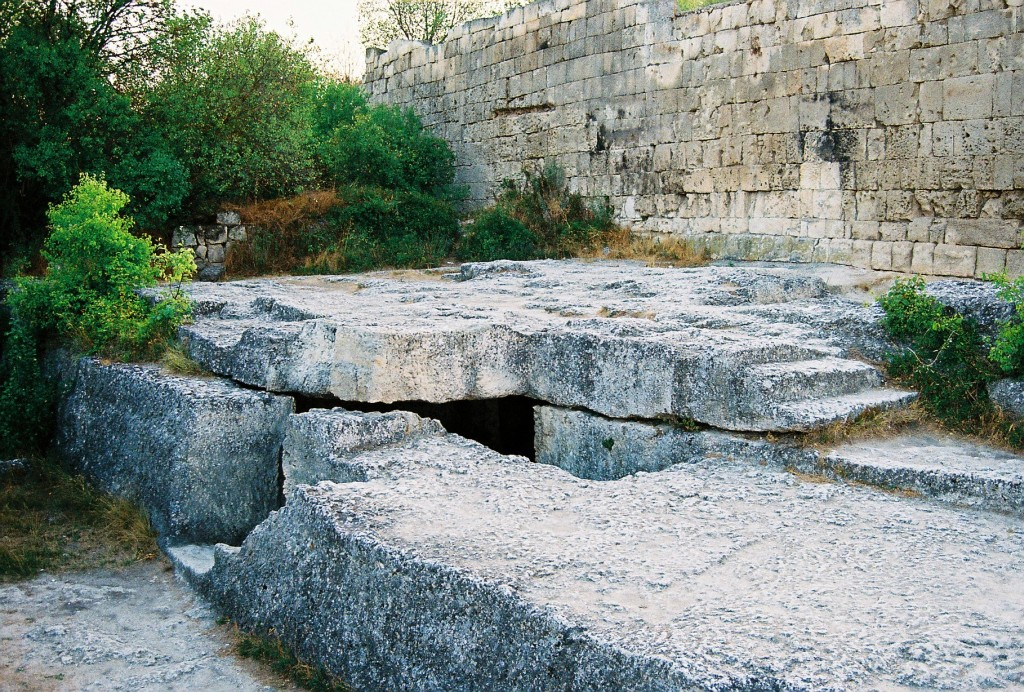
Погребальная камера.
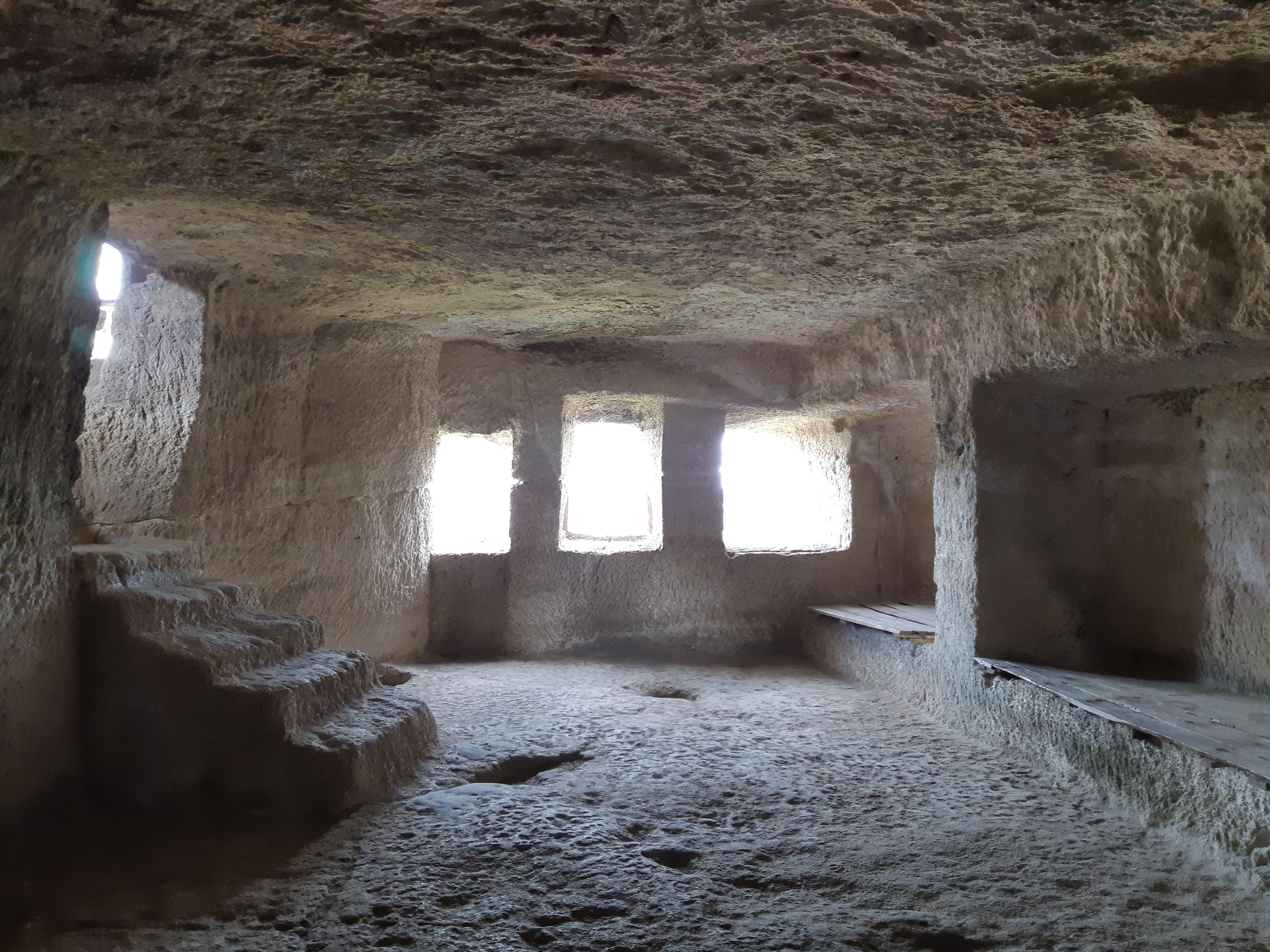
Просторное пещерное помещение.
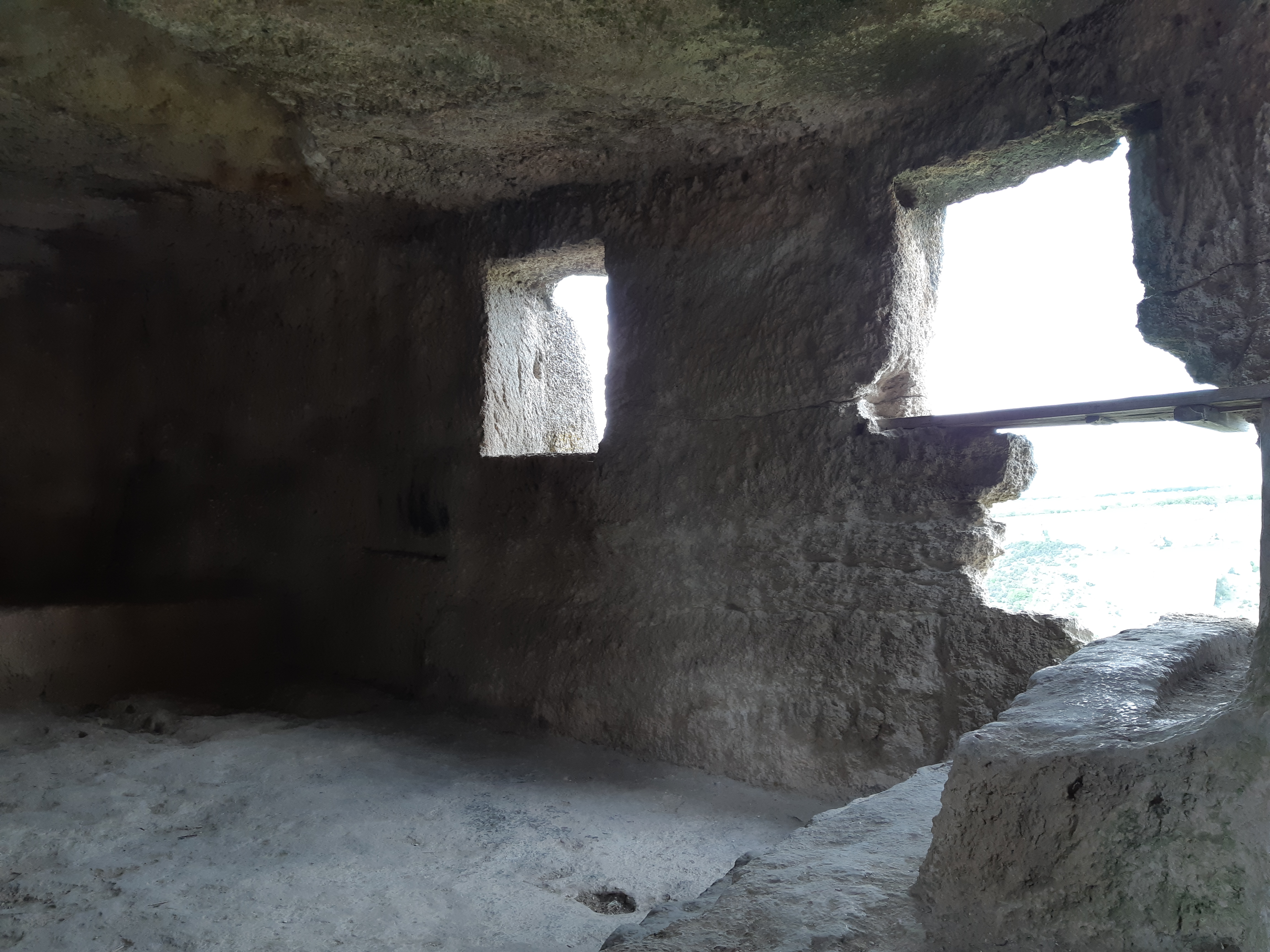
Вид на долину из окна пещерной комнаты.
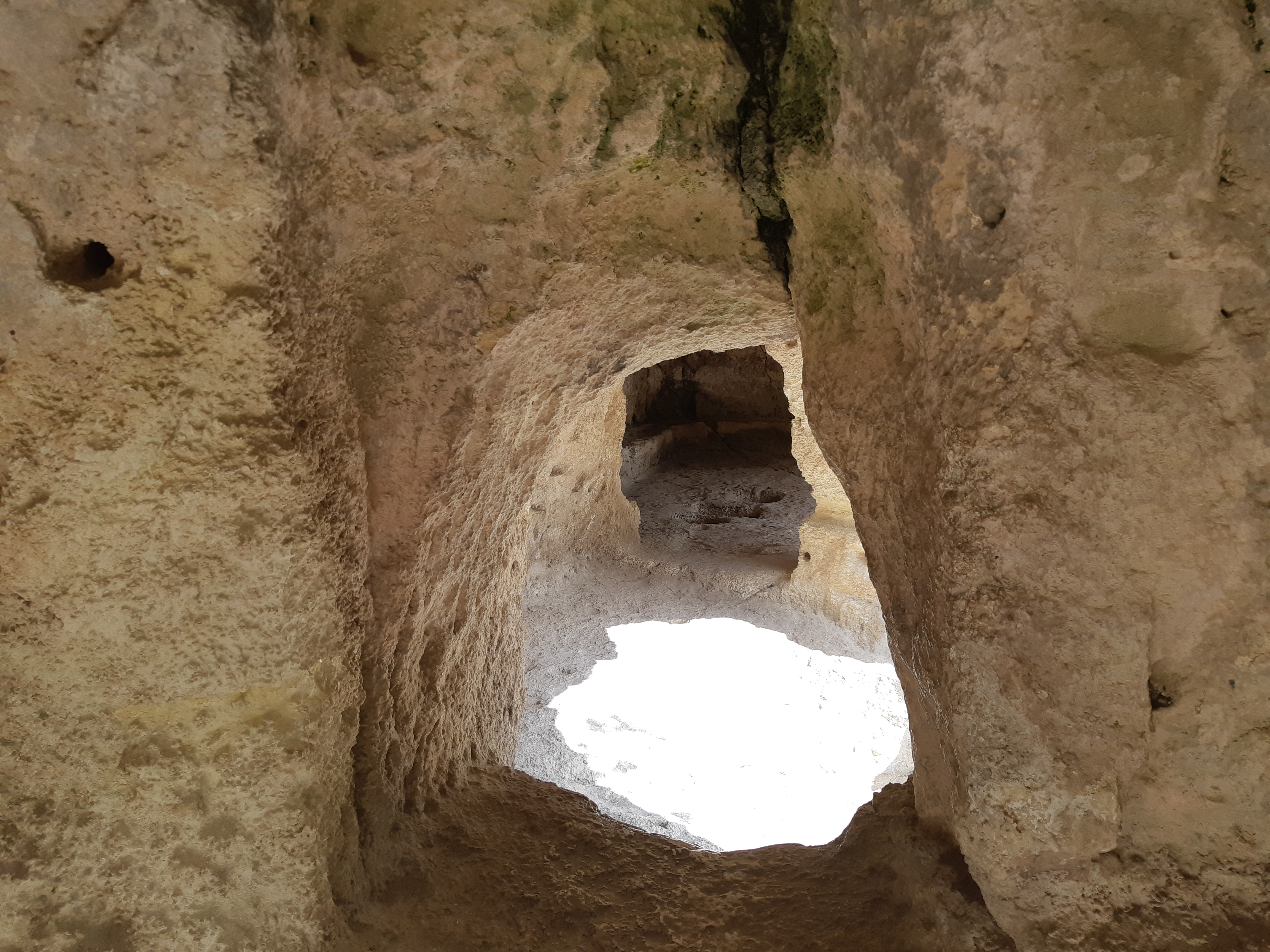
Узкие проходы между жилыми помещениями.
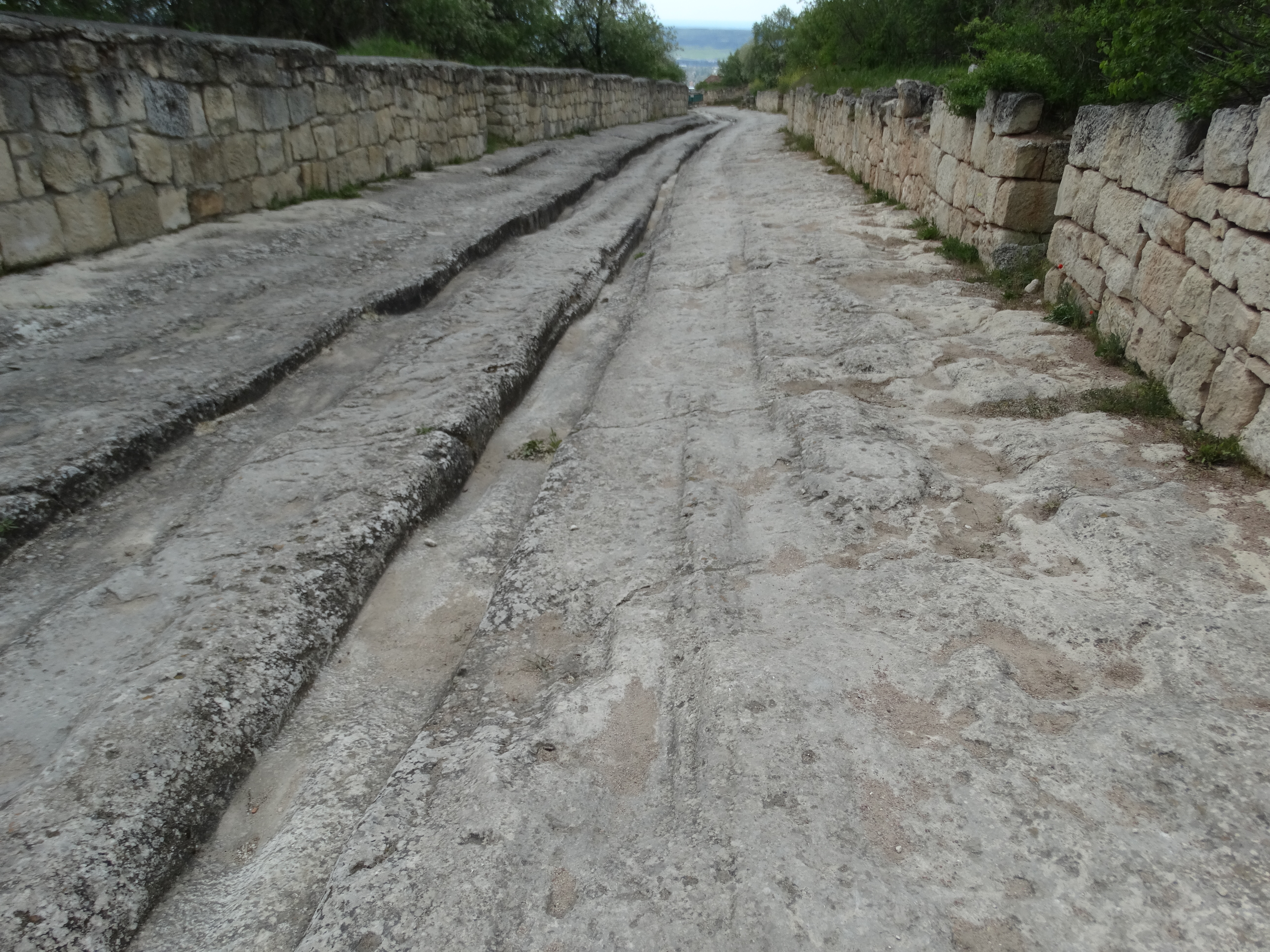
По этим улицам ездили много сотен лет, они напоминают улицы Помпей в Италии.
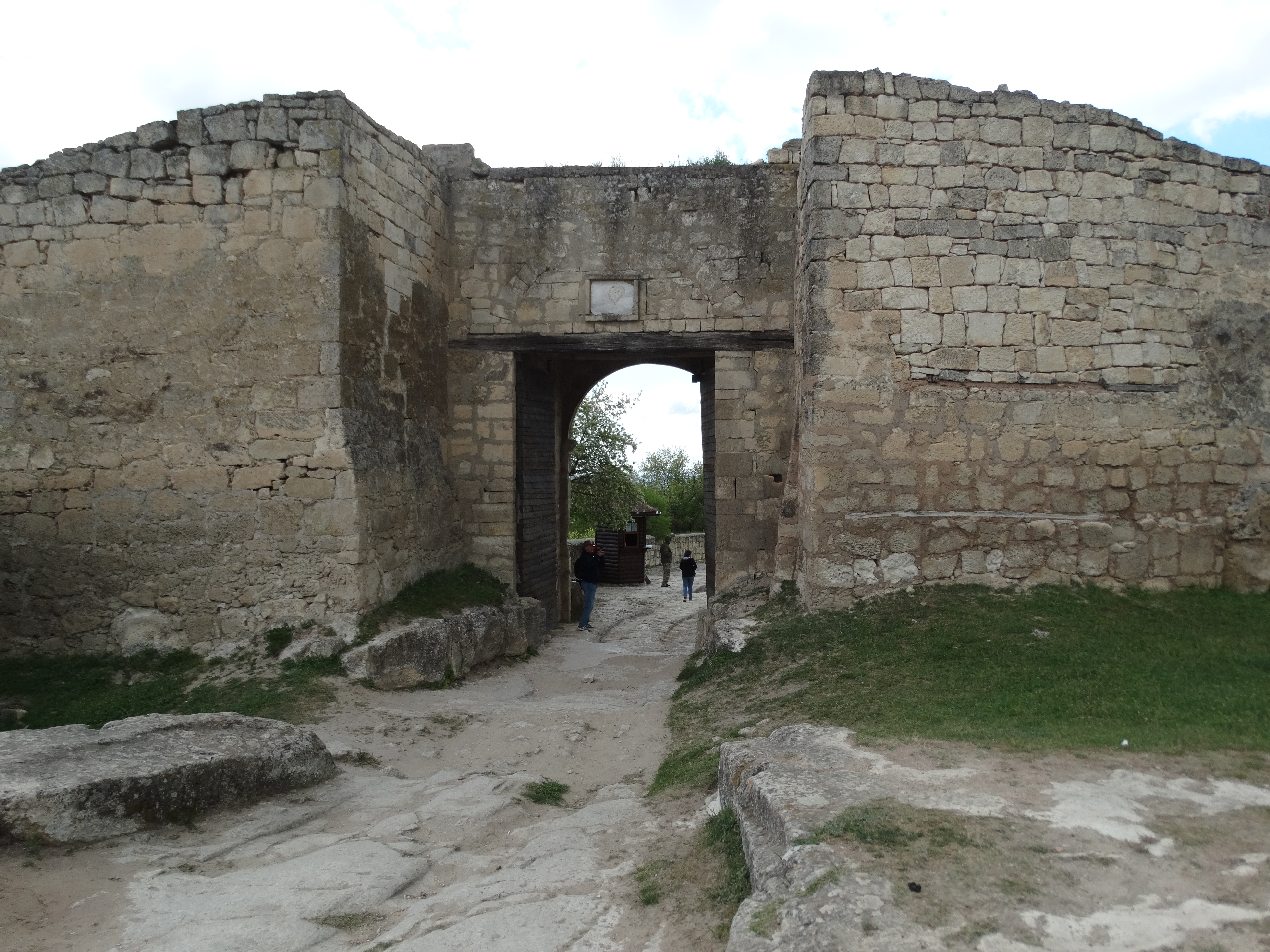
Ворота древнего города.
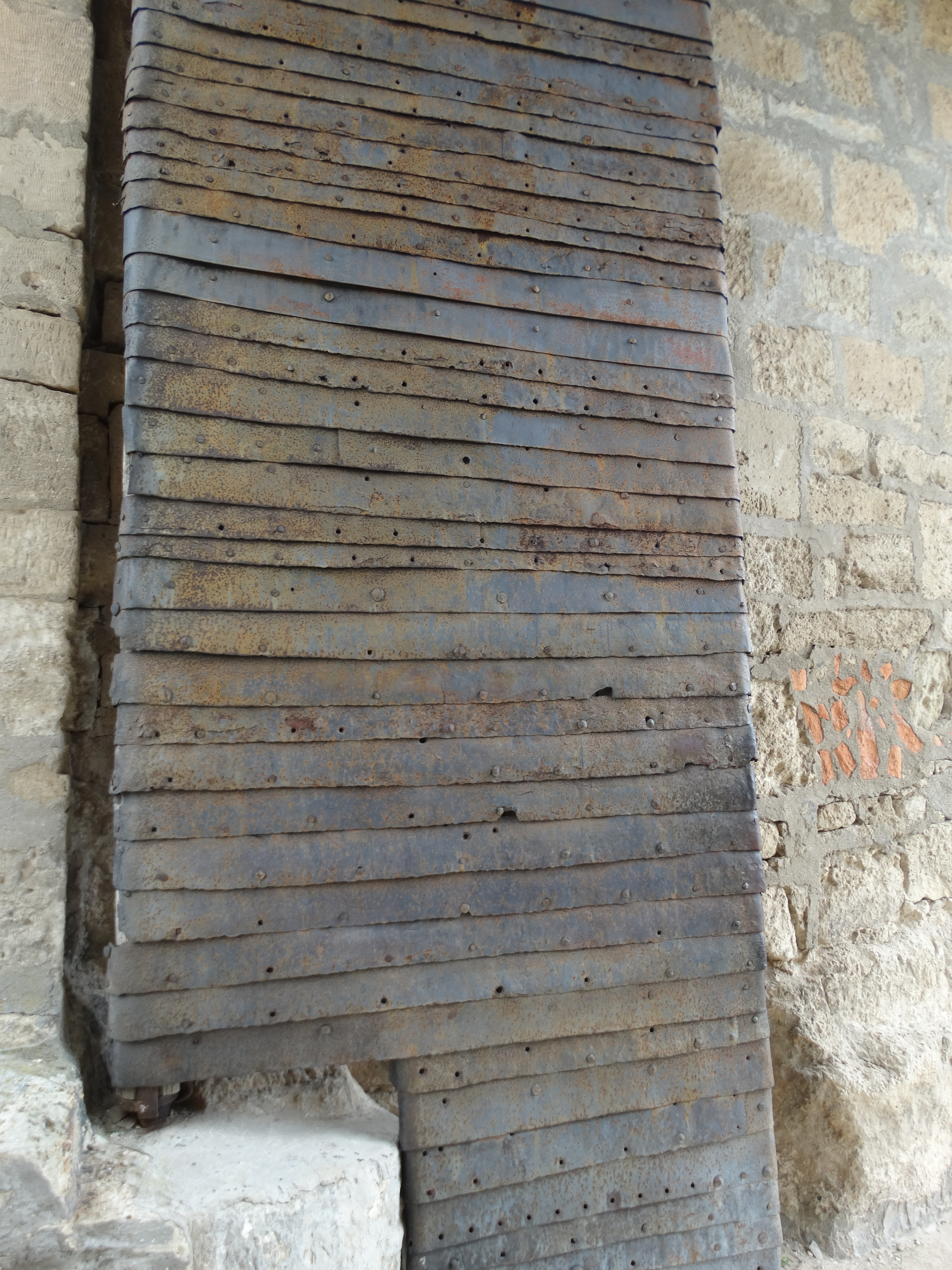
Этому металлическому покрытию ворот несколько сотен лет.